# 조후시
조후시(일본어: 調布市)는 일본 도쿄도 다마 지구에 있는 시이다.

## 개요
도심에 주거 환경이 잘 갖추어진 도시로 알려져 있고 가나가와현과 접한 남쪽에는 다마강이 흐른다. 도쿄 도심까지 철도를 타고 20분 정도면 갈 수 있다. 버스 노선도 많고 교통망이 꽤 발달해 있다. 시내에는 도쿄 스타디움과 신센구미국장 곤도 이사미의 생가, 무샤노코지 사네아쓰 공원이 있다. 2005년에 시정 수립 50주년을 맞이했다.

## 지리
도쿄도의 시부와 구부가 만나는 곳에 위치한다. 서쪽으로 후추시, 북쪽으로 고가네이시, 미타카시, 동쪽으로 고마에시, 세타가야구와 접하며 남쪽으로 다마강을 경계로 가와사키시 다마구와 접한다.

## 교통

### 철도
- 게이오 전철
  - 게이오선
  - 사가미하라선

- 도쿄도 교통국(도에이 지하철)
  - 신주쿠선

## 인구
| 연도 | 인구    | ±%      |
| ---- | ------- | ------- |
| 1920 | 8,619   | —       |
| 1930 | 11,398  | +32.2%  |
| 1940 | 17,825  | +56.4%  |
| 1950 | 34,865  | +95.6%  |
| 1960 | 68,621  | +96.8%  |
| 1970 | 157,488 | +129.5% |
| 1980 | 180,548 | +14.6%  |
| 1990 | 197,677 | +9.5%   |
| 2000 | 204,759 | +3.6%   |
| 2010 | 223,593 | +9.2%   |
| 2020 | 242,614 | +8.5%   |

## 시설
- 도쿄 스타디움

## 출신 인물
- 마츠무라 마사요(松村正代): NHK 아나운서